# Fort Diamant
Le fort Diamant est un fort dont la construction débute en 1840 et s’achève en 1849 sur la commune de Rémire-Montjoly en Guyane.
Cet édifice militaire a été classé en totalité comme monument historique par arrêté en date du 14 mai 1980,.

## Situation

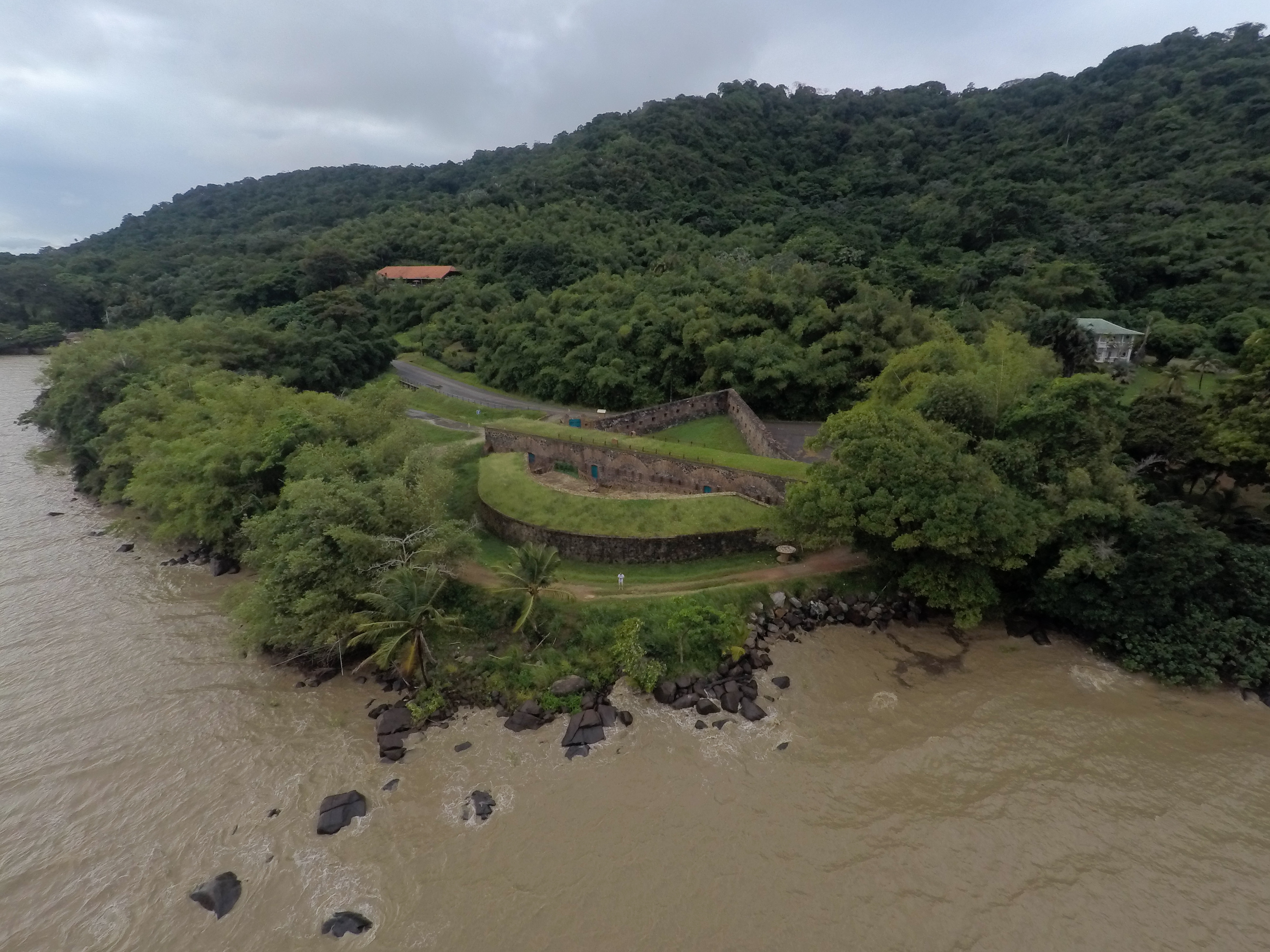
Vue aérienne du fort

C’est un bâtiment d’environ 150 m2 édifié sur un terrain de 3 600 m2.Il est construit avec des moellons de basalte et avec des briques, le fort Diamant domine l'entrée du fleuve Mahury. 
Le Fort Diamant est constitué de trois pièces d’artillerie parmi lesquelles un redan en forme de « V » avec deux murs d'un mètre d'épaisseur, une traverse casematée avec neuf cellules, cellules qui possédait d'épaisses porte en wacapou (bois très résistant) bardées de fer et une batterie en demi-lune qui possédait cinq canons. Enfin le fort était entouré d'un fossé profond rempli d'eau.   

## Historique
Au début du XVIIe siècle, des rivalités entre les Français et les autres européens s'installent et perturbent la vie des amérindiens qui entrent donc en guerre. Aussi pour se protéger des autres européens et des razzias amérindienne, les français construisent un fort en bois vers 1650 sur le site du fort Diamant. En 1817, les guerres cessent et en 1840 la construction d'un nouveau fort débute. La construction du nouveau fort s'achèvera en 1849. Le délai de construction important de ce nouveau fort s'explique par les retards de livraisons des matériaux.